# Ceraspis macrophylla
Ceraspis macrophylla är en skalbaggsart som beskrevs av Moser 1919. Ceraspis macrophylla ingår i släktet Ceraspis och familjen Melolonthidae. Inga underarter finns listade i Catalogue of Life.